# 阿里亚代乌斯陨石坑
阿里亚代乌斯陨石坑(Ariadaeus)是月球正面位于静海西侧的一座小撞击坑，约形成于晚雨海世，其名称取自马其顿国王腓力三世(约公元前359年-公元前317年)，1935年被国际天文联合会正式接受。

## 描述

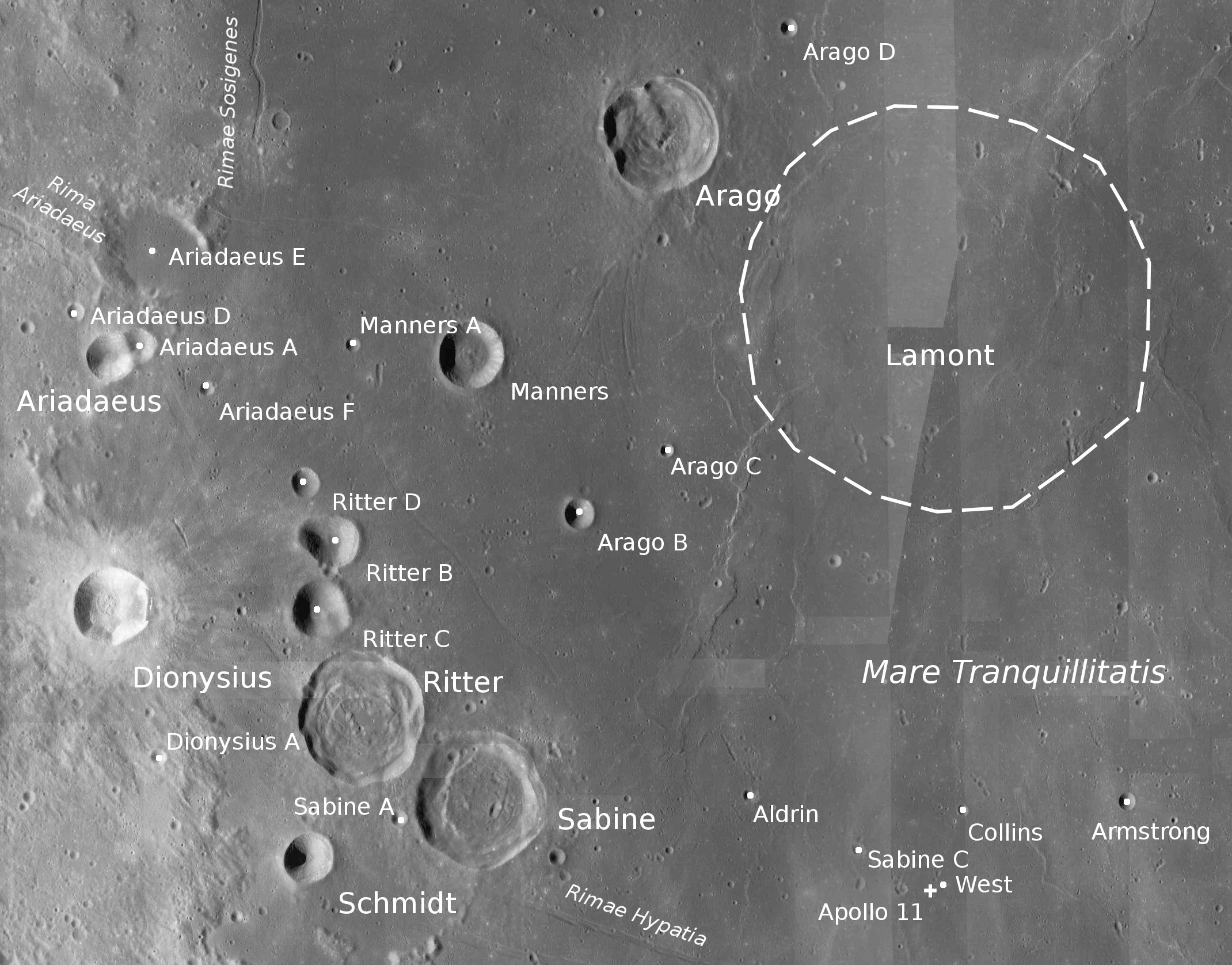
阿里亚代乌斯陨石坑周边图，月球勘测轨道器拍摄。

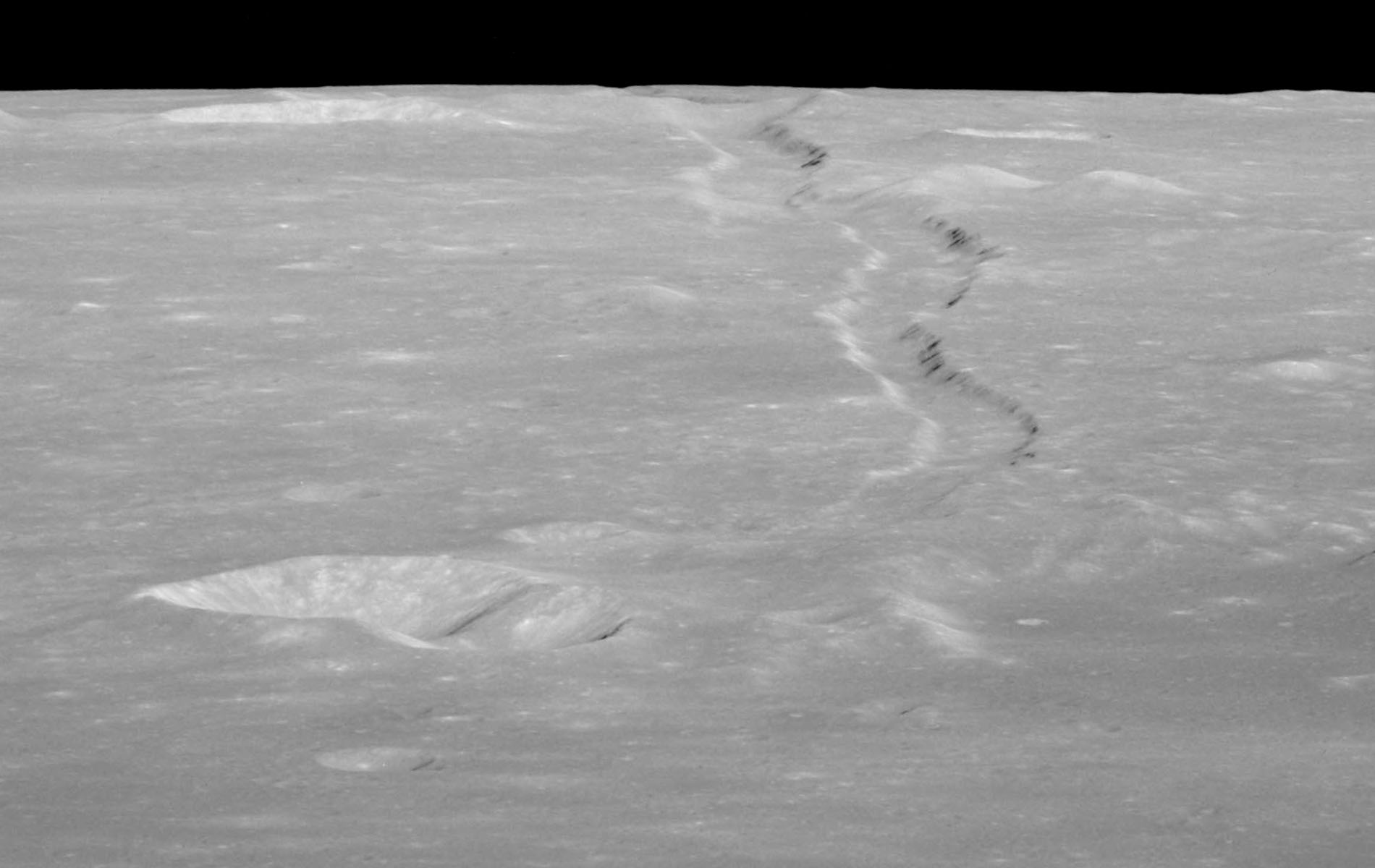
阿波罗10号拍摄的斜视图，阿里亚代乌斯陨石坑位于左下方，阿里亚代乌斯月溪一直伸向地平线。

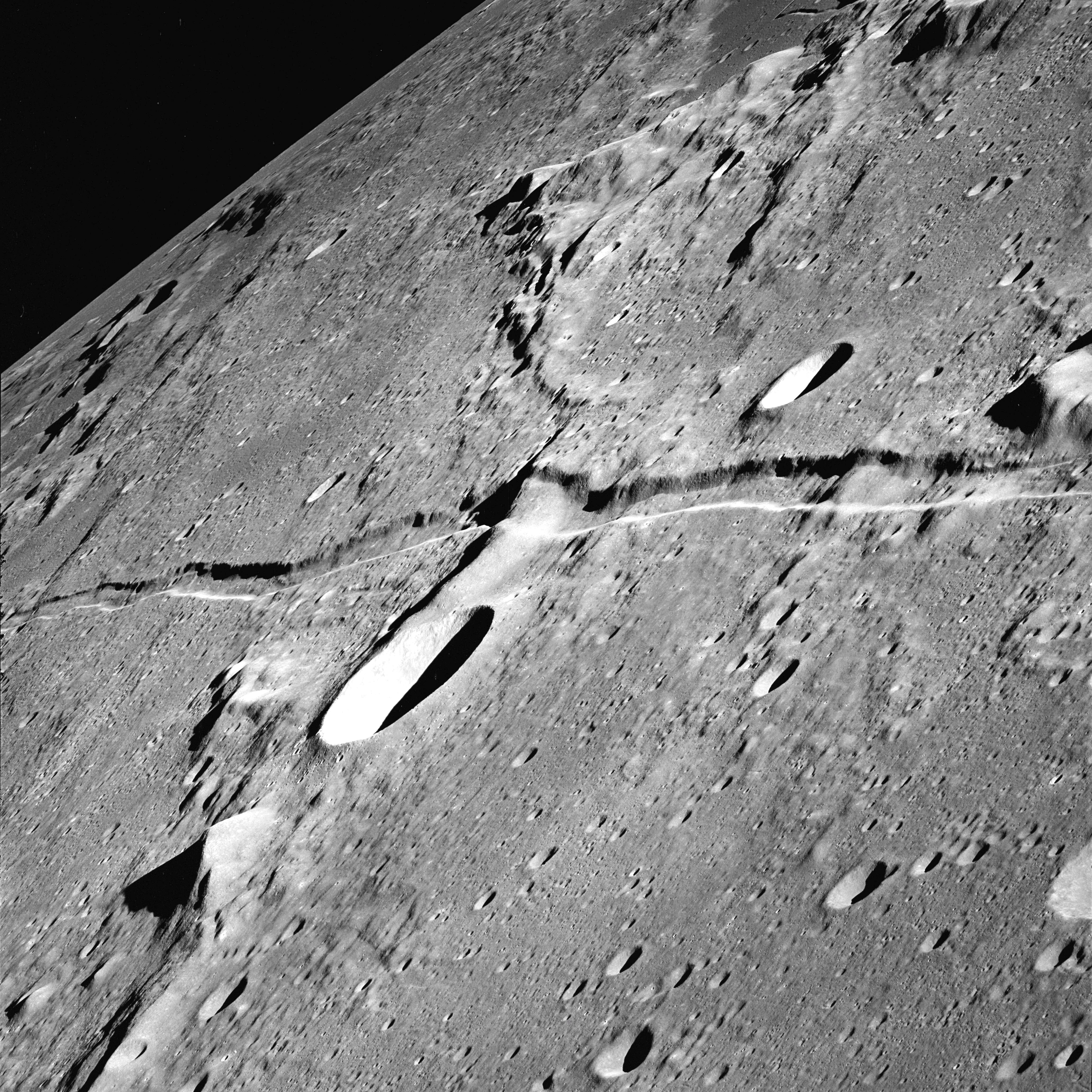
阿波罗10号拍摄的阿里亚代乌斯月溪，美国宇航局照片。

该陨坑位于阿里亚代乌斯月溪的东端，北面和东南分别伸展着索西琴尼月溪和李特尔月溪。陨坑西北邻近尤利乌斯·凯撒环形山、北面坐落着索西琴尼陨石坑、东北分别有阿拉戈陨石坑和曼纳斯陨石坑、东南则是李特尔陨石坑，狄奥尼修斯陨石坑横亘在南面；三座小陨坑-德亚瑞司特、凯莱和德摩根位于它的西南面。该陨坑中心月面坐标为4°33′N 17°17′E / 4.55°N 17.28°E，直径10.4公里，深度1.83公里。
该碗状的陨坑外观呈多边形状，东北侧与稍小的卫星坑"阿里亚德乌斯 A"相连在一起；坑壁高出周边地形410米，内部容积约有53公里³。陨坑的形态特征隶属"ALC 型"(以该类陨坑的典型代表-"阿尔巴塔尼C坑"所命名)；其亮度在施罗特亮度表中的等级为7°。

## 卫星陨石坑
按惯例，最靠近阿里亚代乌斯陨石坑的卫星坑在月图上以字母标注在该坑中心点的旁边。
| 阿里亚代乌斯 | 纬度   | 经度    | 直径    |
| ------------ | ------ | ------- | ------- |
| A            | 4.6° N | 17.5° E | 8 公里  |
| B            | 4.9° N | 15.0° E | 8 公里  |
| D            | 4.9° N | 17.0° E | 4 公里  |
| E            | 5.3° N | 17.7° E | 24 公里 |
| F            | 4.4° N | 18.0° E | 3 公里  |

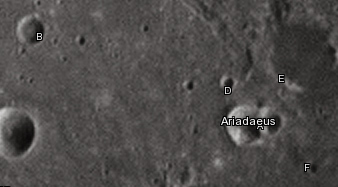
周边卫星坑图

- 卫星坑"阿里亚德乌斯 A"形成于晚雨海世[1]。